# Варваровка (Рубежненский сельсовет, Волчанский район)
Варваровка (укр. Варварівка), село, 
Рубежненский сельский совет,
Волчанский район,
Харьковская область.
Код КОАТУУ — 6321687203. Население по переписи 2001 г. составляет 23 (8/15 м/ж) человека.

## Географическое положение
Село Варваровка находится на расстоянии в 1 км от села Избицкое, недалеко от истоков реки Старица.
Село окружено большими лесными массивами, в т. ч. лес Заломный, урочище Протасово (дуб).

## История
- 1790 - дата основания.
- Село сильно пострадало в результате боевых действий с конца октября 1941 по начало августа 1943 года. Оно несколько раз переходило из рук в руки, особенно с середины марта по начало июня 1942 года.[3]

## Экономика
- В селе есть молочно-товарная ферма.

## Достопримечательности
- Братская могила советских воинов.